# Fritz Arlt
Fritz Arlt, född 12 april 1912 i Niedercunnersdorf, död 21 april 2004 i Seeg, var en tysk antropolog, rasteoretiker och SS-officer. Han var involverad i de etniska rensningarna i det av Nazityskland ockuperade Polen.

## Biografi
Fritz Arlt gick med i Hitlerjugend år 1929. Tre år senare, år 1932, blev han medlem i Nationalsocialistiska tyska arbetarepartiet (NSDAP) och Sturmabteilung (SA). Mellan 1932 och 1936 studerade Arlt sociologi, teologi, genetik och statistik vid Leipzigs universitet. Sistnämnda år disputerade han på en avhandling i raspsykologi, Die Frauen der altisländischen Bauernsagen und die Frauen der vorexilischen Bücher des Alten Testaments, vergleichen nach ihren Handlungswerten, ihrer Bewertung, ihrer Erscheinungsweise, ihrer Behandlung: Ein Beitr. zur Rassenpsychologie, och promoverades till filosofie doktor. Samma år blev han chef för den raspolitiska avdelningen i Gau Schlesien.

### Andra världskriget
Den 1 september 1939 anföll Tyskland sin östra granne Polen och andra världskriget utbröt. I slutet av oktober inrättades Generalguvernementet, vilket utgjordes av det polska territorium som inte inlemmades i Tyska riket. Arlt utnämndes till chef för den tyska ockupationsmaktens avdelning för "Befolknings- och välfärdsfrågor" (tyska Bevölkerungswesen und Fürsorge), underställd generalguvernör Hans Frank.

## Befordringshistorik
| Datum           | Tjänstegrad                          |
| --------------- | ------------------------------------ |
| 1 november 1941 | Sturmbannführer                      |
| 9 november 1941 | Obersturmbannführer                  |
| 1943            | Untersturmführer d. R. (der Reserve) |
| 1943            | Obersturmführer d. R.                |